# Plott hound
Plott hound – jedna z ras psów, należąca do grupy psów gończych, niezarejestrowana przez FCI.

## Krótki rys historyczny
Rasa powstała w XVIII wieku z psów niemieckich. Nazwa pochodzi od nazwiska niemieckiej rodziny Plott, która w 1750 roku przeniosła się do USA i kształtowała tę rasę do polowań na niedźwiedzie i szopy.

## Użytkowość
Plott był wykorzystywany do polowań na niedźwiedzie i szopy. Potrafi pokonać duże odległości tropiąc zwierzynę. Ma ostry i wysoki głos. Obecnie użytkowany jako pies myśliwski i pies-towarzysz. 

## Charakter i temperament
Rasa ta jest wytrwała, mocna, wytrzymała i odważna. Jest to pies aktywny i pojętny.

## Szata i umaszczenie
Umaszczenie jest czarno-białe, szare i czerwone pręgowane, które jest najczęściej spotykane.
Sierść jest krótka i gęsta.